# Tony Jefferies (autocoureur)
Tony Jefferies (Johannesburg, 29 juli 1941) is een Zuid-Afrikaans autocoureur. In 1968 schreef hij zich eenmaal in voor een Formule 1-race, zijn thuisrace van dat jaar voor het team Cooper, maar door motorproblemen kon hij niet aanwezig zijn bij de race. In 1966 nam hij ook deel aan de Grand Prix van Zuid-Afrika, dat jaar een niet-kampioenschapsronde in de Formule 1. Hij kwalificeerde zich hier als vijftiende voor Cooper en kwam als negende over de streep, achtste nadat Bob Anderson gediskwalificeerd werd.